# ダンバイ
ダンバイ（英語: Dambai）はガーナの都市である。オティ州の州都である。人口は13,768人（2000年国勢調査）。

## 概要
ヴォルタ湖の支流であるオティ川の東側に位置する。

## 経済
主要産業は農業と漁業である。